# Erdélyi emlékkönyvirodalom
Emlékkönyv kiváló személyiségek tiszteletére, avagy jelentős közéleti események megörökítésére összeállított, több szerző írásait egybefoglaló alkalmi kiadvány. Szélesebb körű terjesztési lehetőségénél és munkaközösség-teremtő jellegénél fogva szerkesztése a romániai magyar művelődési élet számos területén hatásos mozgósító módszernek bizonyult. Jelen szócikkünkben a romániai magyar kisebbség jeles emlékkönyveit tekintjük át 1919-1980-ig.

## Irodalmi vonatkozású emlékkönyvek
Ady Emlék-füzet a zilahi és érmindszenti ünnepekről. 1924. július 20. és 21. Összeállította Nagy Sándor (Különnyomat a Szilágyság ünnepi számaiból, Zilah 1924); Erdélyi Szépmíves Céh Emlékkönyv (1924-1934). Az ESZC tízéves működésének áttekintése, az Erdélyi Helikon története, a munkatársak életrajzi és könyvészeti adatai mellett Reményik Sándor és Tompa László egy-egy versét s Kós Károly Attiláról szóló verses krónikáját tartalmazza; Emlékkönyv a marosvásárhelyi Kemény Zsigmond Irodalmi Társaság országos vendégszerepléséről az 1942. év tavaszán (Szerkesztette Sényi László, Marosvásárhely, 1942).
A második világháború utáni évtizedekben az emlékkönyv szerepét a folyóiratok emlékszámai vették át, de továbbra is jelentek meg irodalmi szintű önálló kiadványok is, például: Halálűző. Kortársak Salamon Ernőről (1968); Árvízkönyv 1970. május 13. – június 10. Tudósítások, interjúk, fényképek (1970).

## Művelődéstörténeti és tudományos jellegű emlékkönyvek

### Emlékkönyv a Székely Nemzeti Múzeum ötvenéves jubileumára
(a Székely Nemzeti Múzeum kiadása, Sepsiszentgyörgy, 1929). Szerkesztette Csutak Vilmos
A tekintélyes kiadvány első öt részének sorrendje a múzeum gyűjteménycsoportjai szerint:
- I. Könyvtár-levéltár (8 tanulmány),
- II. Régiségtár és éremtár (8 tanulmány),
- III. Néprajz (6 tanulmány), IV. Képzőművészeti gyűjtemény (4 tanulmány, köztük Lyka Károlyé),
- V. Természetrajz (10 tanulmány).
- VI. részbe kerültek a nyomás közben beérkezett tanulmányok (6),
- VII. rész 17 székelyföldi vonatkozású könyvészetet tartalmaz. A Székelyföld múltját feltáró tudományos anyaghoz román, hazai német és angol tudósok is értékes írásokkal járultak hozzá;

Az Erdélyi Múzeum-Egyesület vándorgyűléseinek Emlékkönyve. A hagyományos sorozat másfél évtizedes megszakítás után 1930-ban a marosvásárhelyi vándorgyűlés előadásait tartalmazó
- IX. kötettel folytatódott, s 1943-ig további 9 kötet jelent meg belőle.
- X-XVIII. számú kötetek a nagyenyedi (1931), nagybányai (1932), sepsiszentgyörgyi (1933), brassói (1934), székelyudvarhelyi (1937), tordai (1938), gyergyószentmiklósi (1939), dési (1942) és besztercei (1943) vándorgyűlések anyagát közlik.

Ide tartozik az Erdélyi Pál szerkesztésében készült Emlékkönyv az Erdélyi Múzeum-Egyesület félévszázados ünnepére 1859-1909, melynek az első világháború idején félbeszakadt nyomdai munkálatait 1942-ben fejezték be. A sepsiszentgyörgyi Tartományi Múzeum évkönyve, 1879-1954 (a Magyar Autonóm Tartomány Végrehajtó Bizottságának kiadása, Marosvásárhely, 1955). A szerény kiadvány a második világháborúban súlyos károkat szenvedett Székely Nemzeti Múzeum tartományi jellegű újjászervezéséről ad számot. Szerkesztette Székely Zoltán. Hargita megyében A Székelykeresztúri Múzeum emlékkönyve (Csíkszereda, 1974) jelent meg Molnár István szerkesztésében.

### Egy-egy személyiség nevéhez fűződő emlékkönyvek
Márki Emlékkönyv (Márki Sándor halálának második évfordulójára kiadja az Erdélyi Irodalmi Szemle, Kolozsvár, 1927). Szerkesztette György Lajos. A Márki-tanítványok – köztük Bíró Vencel, Bitay Árpád, Csutak Vilmos, Herepei János, Roska Márton – írásaiból összeállított kötet a parasztmozgalmak haladó jellegét hangsúlyozó történésznek állít emléket.
Emlékkönyv dr. Szádeczky-Kardoss Gyula emlékezetére (az EME kiadása, Kolozsvár, 1938). Szerkesztette Balogh Ernő. A kötetben a bevezető szerint "kettős hála testesül meg": az egyesületé, melynek a kiváló geológus negyven évig tevékeny tagja volt, s az egykori tanítványoké, akik tőle kapták az első irányítást.
Magyar irodalomtörténet 1939. Emlékkönyv Kristóf György hatvanadik születésnapjára (Kolozsvár, 1939). A Jancsó Elemér, Nagy Géza, Pellion Ervin, Reischel Artúr, Sántha Lajos és Szabó T. Attila szerkesztésében megjelent kötet 22 tanulmánya (köztük négy nyelvészeti és egy színháztörténeti) az első világháború után Romániában kialakult magyar irodalomtörténész nemzedék törekvéseinek keresztmetszetét nyújtja.
Antal Márk Emlékkönyv (Kolozsvár, 1943). Szerkesztette Weinberger Mózes. Az előző évben meghalt matematikai szakírót, pedagógust és művelődéspolitikust tanítványai és barátai, köztük Krenner Miklós és Teofil T. Vescan méltatják.
Emlékkönyv Kelemen Lajos hetvenedik születésnapjára (lásd Kelemen Lajos-emlékkönyv) (az ETI kiadása, Kolozsvár, 1947) c. kiadványból csak néhány példány készült Gy. Szabó Béla fametszetével, a benne foglalt tanulmányok önálló füzetként jelentek meg.
Emlékkönyv Bolyai Farkas halálának 100. évfordulója alkalmából (a Magyar Autonóm Tartomány Néptanácsa Végrehajtó Bizottságának kiadása, Marosvásárhely, 1957). A kiadvány az 1956. november 16-17-18-án tartott Bolyai-ünnepségek műsorát és az elhangzott előadások java részét tartalmazza, gazdag képanyaggal.
A legrangosabb romániai magyar művelődéstörténeti kiadvány a Kelemen Lajos-emlékkönyv, teljes címe: Emlékkönyv Kelemen Lajos születésének nyolcvanadik évfordulójára (a Bolyai Tudományegyetem kiadása, Kolozsvár, 1957). A történeti és nyelvtudományi kar megbízásából Bodor András, Cselényi Béla, Jancsó Elemér, Jakó Zsigmond és Szabó T. Attila szerkesztésében megjelent s Takács Lajos rektor bevezetőjével ellátott kötet 45 tanulmányának változatos tartalmához jeles román és hazai német szerzők is saját nyelvükön közölt dolgozatokkal járultak hozzá.

### Iskolai jubileumok tiszteletére kiadott emlékkönyvek
Emlékkönyv a nagyenyedi Bethlen-kollégium alapításának 300 esztendős jubileumára. 1622-1922 (az Enyedi Újság melléklete. 1922. október 7-9.). Szerkesztette Szabó András. Sipos Domokos Boldog idők c. elbeszélését, Szabolcska Mihály versét közli.
A szászvárosi Református Kuun-Kollégium Emlékkönyve (Kolozsvár, 1925). Szerkesztette Görög Ferenc. A román-magyar kapcsolatok szempontjából jelentős forrásmunka az iskola egykori tanítványára, Groza Péterre vonatkozó adatokkal.
Öreg diák visszanéz (Kolozsvár, 1926). Szerkesztette György Lajos, kiadták a kolozsvári katolikus főgimnázium öregdiákjai. Bihar megye és Nagyvárad öregdiákjainak a helytörténetre kiterjedő emlékkönyvét Fehér Dezső szerkesztette (Nagyvárad, 1937). A kolozsvári Bolyai Tudományegyetem (1945-1955). Az egyetem "tízéves fennállása alkalmából" kiadott tanulmánygyűjteményt Bányai László rektor vezeti be, az egyes írások felölelik az összes karok szakkérdéseit, román, orosz és francia nyelvű kivonatok kíséretében. A tekintélyes kötet az Állami Tanügyi és Pedagógiai Könyvkiadó kiadványa 1956-ban.

### Közületek emlékkönyvei
Emlékkönyv az Erdélyi Magyar Nők és Jótékony Egyletek első kongresszusáról, 1928. november 10-12. (Kolozsvár, 1929). Érdekesek szociográfiai felmérései, közli Berde Mária A nő az irodalomban c. előadásának szövegét. Az 50 éves Ipartestület, 1884-1934. (Csíkszereda, 1934) tanulmányokat közöl a csíki iparosság múltjáról, bemutatja a hivatalban levő elöljáróság arcképeit s több műhely belsejét, művelődéstörténeti dokumentációt szolgáltatva a tájegység kisiparáról.
A Gazdasági és Hitelszövetkezetek Szövetsége XV. Jubiláris Közgyűlésének és Szövetkezeti Kiállításának Emlékkönyve (Kolozsvár, 1938). Összeállította Oberding József. Gazdaságtörténeti adatain túl könyvészeti szempontból is figyelemre méltó áttekintést nyújt a romániai magyar szövetkezeti sajtó és irodalom addig megjelent termékeiről.
A brassói Encián Turista és Testnevelési Egyesület 1946-ban másfél évtizedes fennállása alkalmából jelentette meg Jubileumi emlékkönyv és naptár 1931-1946 c. kiadványát, Reményik Sándor és Tóth Sándor természetbarát-verseit közölve. Szerkesztette Ördögh Sándor Lajos.